# Camilla Sand Andersen
Camilla Sand Andersen (* 14. Februar 1986) ist eine ehemalige dänische Fußballspielerin. 

## Karriere

### Vereine
Sand Andersen begann für den in Hadsund ansässigen ASV Hadsund mit dem Fußballspielen. In der Saison 2007/08 kam sie das erste Mal für Fortuna Hjørring im Seniorinnenbereich zum Einsatz. Bis zum Ende der Spielzeit 2016/17 hatte sie 141 Punktspiele in der 3F Ligaen, der seinerzeitig höchsten Spielklasse im dänischen Frauenfußball, für ihre Mannschaft bestritten. 2008 gewann sie mit ihr den nationalen Vereinspokal und in den beiden Folgespielzeiten jeweils die Meisterschaft.
Ihre Spielerkarriere ließ sie in den Saisonen 2017/18 bis 2018/19 in Aarhus beim dort ansässigen VSK Aarhus ausklingen. In der ersten kam sie in sieben Spielen der Meisterrunde (im Anschluss an die reguläre Saison) zum Einsatz, in der zweiten bestritt sie alle 14 Saisonspiele der regulären Saison; dabei gelangen ihr zwei Tore.

### Nationalmannschaften
Nachdem sie für die Nachwuchsnationalmannschaften des DBU in den Altersklassen U17, U19 und U21 in 46 Länderspielen zum Einsatz gekommen war, debütierte sie am 13. April 2005 in Genua bei der 0:1-Niederlage im Freundschaftsspiel gegen die Nationalmannschaft Italiens mit Einwechslung zur zweiten Spielhälfte für Katrine Pedersen. Ihr erstes A-Länderspieltor erzielte sie am 29. Oktober 2006 in Busan – im Rahmen des Turniers um den Peace Queen Cup 2006 in Südkorea – beim 1:1-Unentschieden gegen die US-amerikanische Nationalmannschaft mit der 1:0-Führung in der 13. Minute. Es folgten zwei Siege über die Nationalmannschaften der Niederlande (1:0) und Australien (2:1).
Mit der A-Nationalmannschaft nahm sie ferner am Turnier um den Algarve-Cup in den Jahren 2008 und 2009 teil. Des Weiteren gehörte sie zum Kader für die Weltmeisterschaft 2007 in China; dort wurde sie im zweiten und dritten Spiel der Gruppe D eingesetzt. Zwei Jahre später gehörte sie auch dem EM-Kader 2009 an; nach drei Spielen in der Gruppe A schied sie mit ihrer Mannschaft aus dem Turnier aus.

## Erfolge
Nationalmannschaft
- Algarve-Cup-Finalist 2008, -Dritter 2009
- U17-Nordic-Cup-Sieger 2002[5]

Fortuna Hjørring
- Dänischer Meister 2009, 2010
- Dänischer Pokal-Sieger 2008